# Franco Marchegiani
Franco Marchegiani (Città Sant'Angelo, 28 febbraio 1965) è un ex calciatore italiano, di ruolo centrocampista.

## Carriera
Cresciuto nel Pescara, dopo una breve parentesi al Frosinone, approda alla Lazio dove esordisce in Serie A e rimane per poco più di due stagioni.
Dopo un'esperienza in Serie B al Pisa, veste le maglie di molte altre squadre professionistiche ma sempre per massimo una stagione: in sequenza approda al Lecce, nuovo ritorno al Pescara, Pontedera, Avellino, Nocerina e Chieti. Termina la sua attività agonistica tra i dilettanti abruzzesi, giocando dapprima con il Morro d'Oro e poi con il Notaresco.
In seguito gioca per diletto nel campionato amatoriale UISP di Pescara

## Palmarès

### Club

#### Competizioni nazionali
- Campionato italiano di Serie B: 1

Pescara: 1986-1987

#### Competizioni regionali
- Eccellenza: 1

Morro d'Oro: 1999-2000